# SAAB 37战斗机
Saab 37 雷式戰鬥機（瑞典/英语：Saab 37 Viggen） ，是瑞典研製的單發單座戰鬥機，稱為Viggen，瑞典語中是「雷」的意思。Saab 37在瑞典空軍中服役，配套的作戰系統被稱為第37武器系統，1967年首飛成功。隔年，Saab 37通過瑞典空軍的驗收，初步訂購了超過800架，但後來只生產329架。Saab 37的的衍生型包括SF 37、SH 37，同时擔任雙座教練機。1970年代末增加了全天候戰鬥機兼攔截機的JA 37。J 37系列战斗机同时也是世界上第一款使用涡轮风扇发动机的喷气式战斗机（先前的喷气式战斗机都使用涡轮喷气发动机）

## 歷史
萨博-37“雷”式战斗机的故事可以追溯到20世纪50年代初，当时瑞典空军委员对未来战斗机进行了研究，发现一机多型概念最符合瑞典空军的需求，也就是以一种机型发展出攻击机、侦察机和战斗机，只需装备不同的设备和武器就行了。瑞典空军装备所有战机都必须能部署在分散基地，这些基地的跑道一般都很短，地勤人员和辅助设备也不完善，所以新战斗机必须具有强悍的短距起降能力和出色的可维护性能。同时为了保证作战性能，委员会要求该机能在高空和低空进行超音速飞行。1961年2月，空军委员会向工业界发布了详细招标说明，萨博公司立即跟进提交了方案。

## 設計
“雷”式战斗机从一开始就是个复杂的项目，萨博在研究中应用了美国的先进空气动力学研究数据，两国在1960年秘密达成一项军事安全条约来共同对抗苏联，美国同意向瑞典提供军事支援，其中包括共享军事技术研究成果和信息。1961年12月，瑞典政府批准新战斗机项目进入正式发展阶段，代号“第37号飞机系统”。该系统将包括三种机型，首先问世的是AJ 37攻击机也就是基准机型，然后是S 37侦察机。最后一个生产型是JA 37战斗机，该机被称为第二代“雷”式战斗机。在第一代攻击型、教练型和侦察型后，JA 37的研制团队能够利用航电技术进步，以电子和数位的方式对该机进行完全重新设计，升級戰力。
为了确保项目成功，瑞典政府、空军和制造商之间在1962年4月开始以全新方式展开协作。萨博被任命为主承包商，成立了一个CB37工业代表团，负责把所有子系统整合在一起，此外还有一些各负其责的分包商，空军委员会要确保项目达到要求并严格控制成本。通过项目评估和审查技术（PERT）系统来管理超过20000项的独立功能和子系统研制项目，通过这套全新协作体系，参与研制的各方都能高效交流資訊，在确保实现研制目标的同时控制研制成本，同时培养和发展政府、空军和工业界之间的互信和合作关系。

### 機體
萨博在1961年对新战斗机的布局设计进行了选择研究，最后为了满足瑞典空军在短距起降性能和超音速性能的苛刻要求而选择了鸭式三角翼布局。Saab 37的三角形鸭翼位于三角形主翼的前上方，具有自己的襟翼。鸭翼的襟翼在降落时下偏，通过增升来降低降落速度，襟翼在巡航收回以降低巡航阻力。与全动鸭翼相比，这种设计能通过最少的运动部件来达到最大效能。除鸭翼增升外，Saab 37要满足瑞典空军的短距降落要求还需采用无拉飘降落方式，也就是像舰载机着舰那样进行重着陆。为了承受这种下沉率，萨博-37除机身大量用钛合金制造外还配备了一套粗壮的起落架。该机的主起落架采用不同寻常的前后串列双轮布局，与传统的并列双轮设计相比能收入较薄的主翼。萨博-37安装推力反向器来缩短降落滑跑距离，这使该机特别适用于冰雪覆盖的跑道。

### 動力
Saab 37 安装全世界第二种加力涡扇发动机。该机在一开始计划安装普惠TF30加力涡扇发动机，也就是日后通用动力F-111和格鲁曼F-14“雄猫”战斗机的动力装置，但TF30到1962年仍没准备好。为了不耽误研制进度，瑞典决定给用于客机的普惠JT8D涡扇发动机加装加力燃烧室来拼凑出一种战斗机涡扇发动机。瑞典航空發動機公司（SFA）对JT8D进行广泛改进后加装了加力和反推系统，最终研制成功RM 8 系列涡扇发动机，由于JT8D体积庞大，RM 8 系列成为世界上第二大的战斗机发动机，仅次于苏联图曼斯基R-15。

### 航電
该机航电的核心是世界首台積體电路机载计算机——萨博CK37，负责处理导航、武器瞄准、燃料监控資訊，并通过平显向飞行员显示各种机载系统資訊。这台计算机还管理着STRIL 60作战管理系统，把戰机接入瑞典防空網路。萨博-37还配备了先进的自动夜间控制系统，这进一步降低了飞行员工作量，让他能专心于任务。为了便于部署在分散基地，Saab 37 还安装了微波战术仪表降落系统以适应瑞典空军的BASE 90基地，这套系统能以30米的精度引导飞机进場。飛行控制系統，AJ 37采用的是机械飞控+电子模拟增稳模式，JA 37改进为数位增稳。

### 雷達
Saab 37 体形庞大的另一个原因是雷达，其机鼻内安装了庞大但强大的爱立信PS-37/A单脉冲X波段雷达。这是一台多功能雷达，能以空空、空地和地图测绘模式工作，雷达组件还包括导航雷达和雷达高度计。
Saab AJ 37 换装的爱立信PS-46/A 型雷达也是欧洲第一种机载脉冲多普勒雷达。该雷达的探测距离为48公里，具有下视、边跟踪边扫描和全数位化任务数据处理能力。

### 飛彈
“雷”的第一种生产型是AJ 37 攻击機，通過升級改造能掛載RBS-15反艦飛彈，升级後被改名 AJS 37。
JA 37 戰鬥機 能发射新型RB 71“天空闪光”导弹，可挂载两枚这种超视距空空导弹， JA 37是迄今为止仍是唯一用雷达锁定过SR-71“黑鸟”的战斗机，瑞典空军的JA 37在SR-71执行波罗的海侦察任务时经常这样做。尽管SR-71装备了雷达干扰机和其他电子战设备，但“雷”仍能够通过瑞典防空網路不断更新SR-71的位置，其火控计算机能通过数据链接收来自防空網路的目标数据。

## 特點
冷戰期間，雖然瑞典的軍事力量建立在中立政策上，但面臨戰爭時位於北約和華約前線，受到敵方的突襲機會很高。為了減低被突襲所受到的傷害，戰鬥機和機場的分布採取分散在國土各處的措施，機庫則掩蔽在山洞之中，能夠在一般的高速公路上起飛。而高速公路必須有數公里的直線道可以作為跑道是非常少的。因此瑞典的戰鬥機具有短距離起降（STOL）的功能是必要的。因此，機庫掩蔽處的油、彈等獨立整備作業也是必要的、也要求高度的整備功能。
Saab 37 Viggen 是世界上第一种引擎同时装备加力燃烧室和推力反向器的战斗机，降落滑跑距離只需要500公尺就足夠，起飛距離更短，具有良好的STOL性能，也使得它著陸後，能在四線車道寬度範圍內轉彎並能「倒車」滑行從降落跑道反方向起飛。但Saab 37 Viggen的重量都在10噸以上，在平常的高速公路上著陸前必須特別補強路面。

## 发展型
- AJ 37[3][4][5]
- SK 37[6][5]
- SF 37[7][5]
- SH 37[8][5]
- Saab 37E Eurofighter[9]
- Saab 37X[10]
- JA 37
- AJS/AJSF/AJSH 37
- JA 37C
- JA 37D
- JA 37DI
- SK 37E

## 使用国
- 瑞典 瑞典空军

## 過去競標紀錄
- 印度
  - 印度空軍：由於印度國產的HF-24雷電式戰機性能未達標準，於1978年決定向國外採購新款戰機取代，候選機種包括幻象F1型戰鬥機、美洲豹攻擊機及SAAB 37[11][12]，但最終由美洲豹攻擊機得標。
- 日本
  - 日本航空自衛隊：1974年，日本航空自衛隊決定採購第四代戰鬥機，以取代F-104星式戰鬥機及部分F-4幽靈II戰鬥機，當中SAAB 37亦為競標方案之一[13]。然而，此方案於第一輪競標即被淘汰，而日方於1977年決定採購F-15J戰鬥機。

## 圖庫

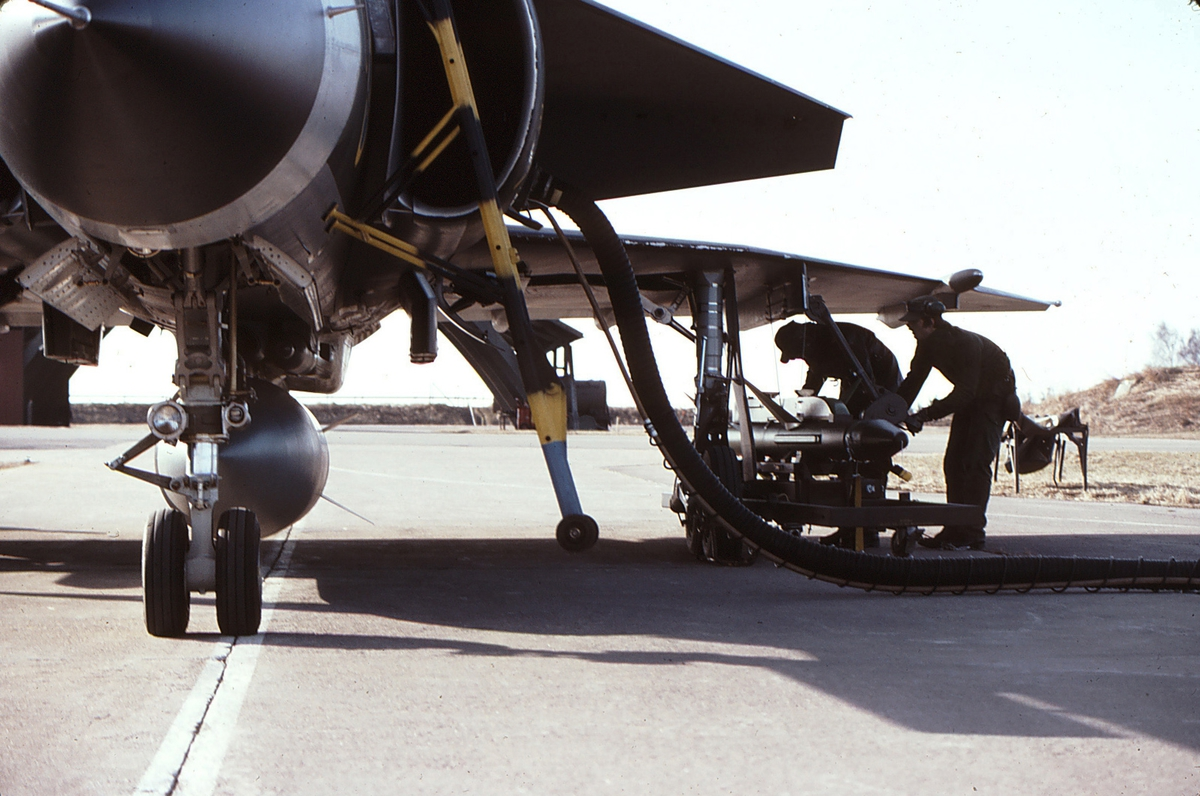
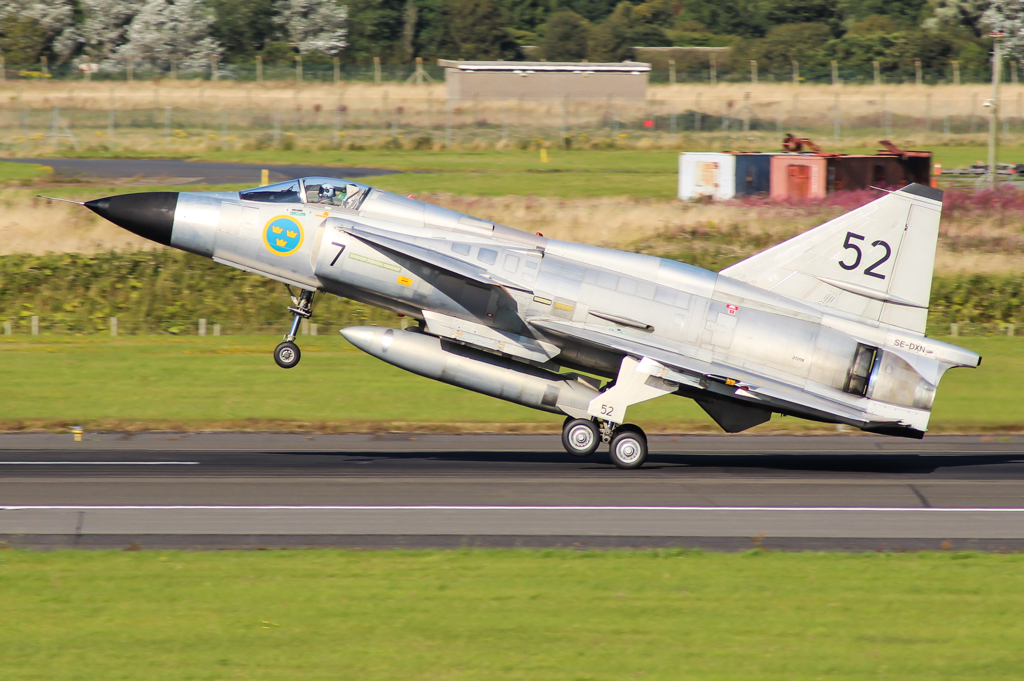
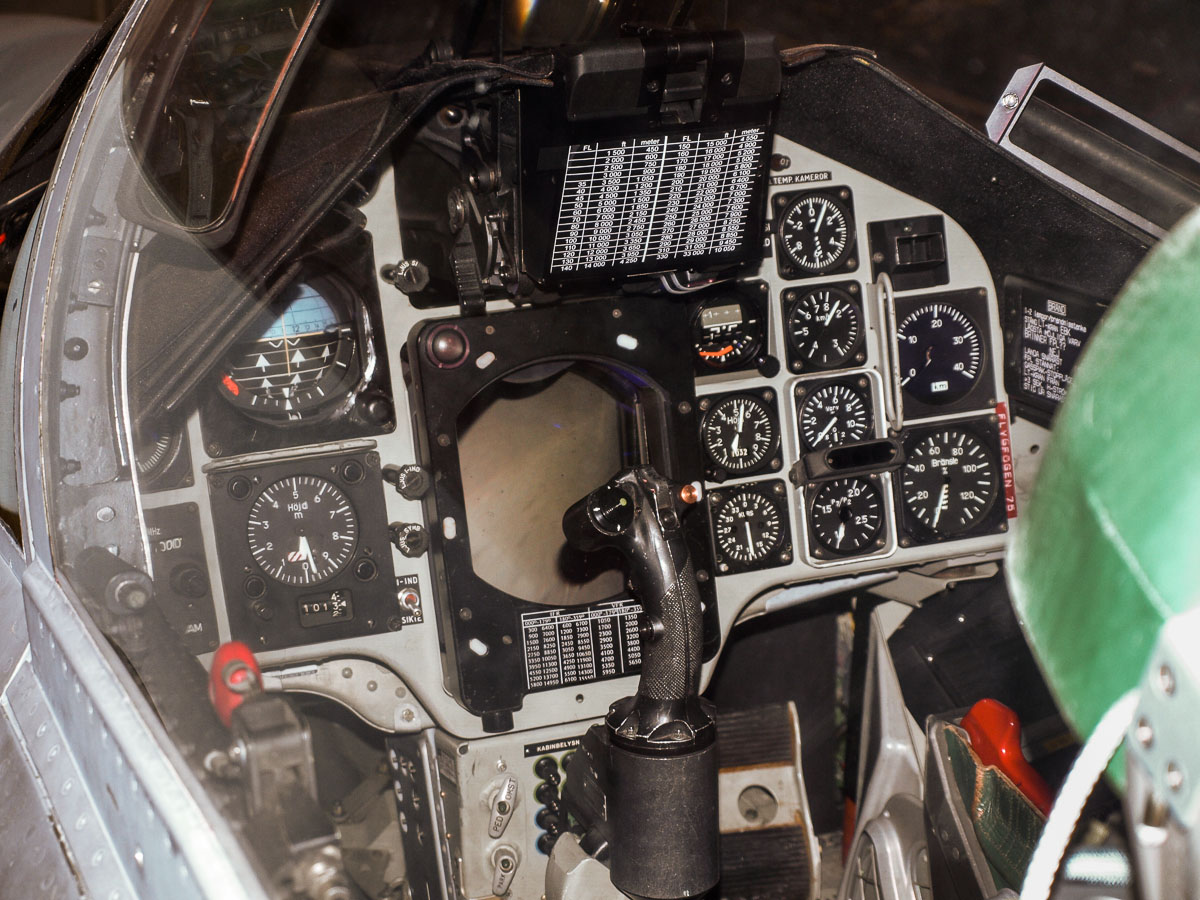

## 性能諸元
参考资料：Combat Aircraft since 1945
基本信息
- 机组：1人

性能
武器

- 1x 30 mm Oerlikon KCA cannon with 150 rounds
- 6missile stations for two RB71 天空閃光（英语：Skyflash） (JA37), 4xAIM-120 (JA 37D), or six AIM-9 or four 135 mm (5.4 in) rocket pods.
- U95 ECM pod (JA 37D)